# 植村峻
植村 峻（うえむら たかし、1935年11月6日 - ）は、日本の切手・紙幣研究家。

## 人物
東京生まれ。1958年東京都立大学法経学部法学科卒業後、大蔵省印刷局に入り、印刷局小田原工場長、滝野川工場長、本局製造部長、同業務部長を経て、1994年退官。紙幣等の調査研究機関「カレンシー・リサーチ」を設立。財団法人印刷朝陽会専務理事、お札と切手の博物館顧問、財団法人切手の博物館理事、ICOMON（国際通貨および銀行博物館会議）アジア地区理事、IBNS（国際銀行券協会）会員。

## 著書
- 『世界の切手印刷』印刷局朝陽会 1979
- 『切手の楽しさ倍増法 やさしく書かれた切手印刷のノウハウが収集の世界を変える』日本郵趣協会 1982
- 『世界の銀行券』印刷局朝陽会 1987
- 『紙幣肖像の歴史』東京美術選書 1989
- 『お札の文化史』NTT出版 1994
- 『切手の文化誌』学陽書房 陽selection 1997
- 『日本紙幣の凹版彫刻者たち 特別企画展 解説書』印刷朝陽会 2001
- 『贋札の世界史』日本放送出版協会 生活人新書 2004
- 『昭和の紙幣「戦中・終戦時発行」意匠図鑑 1』フジインターナショナルミント 2005
- 『お札のはなし その歴史、肖像と技術』印刷朝陽会 2006
- 『図解 世界の切手印刷 切手に見る驚きの特殊印刷技術』日本郵趣協会 郵趣モノグラフ 2013
- 『紙幣肖像の近現代史』吉川弘文館、2015

### 共編著
- 『お札と切手のはなし 銀行券・郵便切手のできるまで』改訂版 編著 印刷局朝陽会 1985
- 『動植物国宝図案』共著 石川昭二郎ほか編 日本郵趣出版 1991
- 『動植物国宝図案切手 名品と基本データ』桑野博,田辺猛,鯛中宏一共著 日本郵趣出版 1991
- 『世界紙幣図鑑 カラー版』カレンシー・リサーチ共編著 日本専門図書出版 1999
- 『日本通貨図鑑 カラー版』利光三津夫,田宮健三編・共著 日本専門図書出版 2004
- 『日本紙幣肖像の凹版彫刻者たち E.キヨッソーネ、大山助一、加藤倉吉、押切勝造』編著 印刷朝陽会 2010
- 『分かりやすくて面白い切手印刷のはなし 伝統的な切手から最近の珍しい切手まで』編著 印刷朝陽会 2011

## 論文
- Cinii

## 注
1. ↑  『現代日本人名録』2002年、『贋札の世界史』著者紹介